# Rugby (circonscription britannique)
Pour les articles homonymes, voir Rugby.
Circonscription parlementaire de la Chambre des communes
La circonscription de Rugby est une circonscription électorale anglaise située dans le Warwickshire et représentée à la Chambre des communes du Parlement britannique depuis 2010 par Mark Pawsey du Parti conservateur.

## Géographie
La circonscription comprend :
- La ville de Rugby
- Le hameau de Bretford
- Les villages et paroisses civiles de Stretton-under-Fosse, Shilton, Bramcote, Bulkington, Copston Magna, Barnacle, Ansty, Withybrook, Monks Kirby, Willey, Pailton, Churchover, Wolston, Binley Woods, Brandon, Brinklow, Church Lawford, Easenhall, Harborough Magna, Cosford, Bilton, Newton et Clifton-upon-Dunsmore

## Députés
Les Members of Parliament (MPs) de la circonscription sont :
1885-1983
| Législature                                    | Années    | Député       | Député                  | Parti        |
| ---------------------------------------------- | --------- | ------------ | ----------------------- | ------------ |
| Rugby issue de North Warwickshire              |           |              |                         |              |
| 23e                                            | 1885–1886 |              | Jasper Wilson Johns     | Libéral      |
| 24e                                            | 1886–1887 |              | Jasper Wilson Johns     | Libéral      |
| 25e                                            | 1892–1895 |              | Jasper Wilson Johns     | Libéral      |
| 26e                                            | 1895–1900 |              | Richard Greville Verney | Conservateur |
| 27e                                            | 1900–1906 |              | Corrie Grant            | Libéral      |
| 28e                                            | 1906–1910 |              | Corrie Grant            | Libéral      |
| 29e                                            | 1910–1910 |              | John Lawrence Baird     | Conservateur |
| 30e                                            | 1910–1918 |              | John Lawrence Baird     | Conservateur |
| 31e                                            | 1918–1922 |              | John Lawrence Baird     | Conservateur |
| 32e                                            | 1922–1923 | Euan Wallace |                         | Conservateur |
| 33e                                            | 1923–1924 |              | Ernest Brown            | Libéral      |
| 34e                                            | 1924–1929 |              | David Margesson         | Conservateur |
| 35e                                            | 1929–1931 |              | David Margesson         | Conservateur |
| 36e                                            | 1931–1935 |              | David Margesson         | Conservateur |
| 37e                                            | 1935–1942 |              | David Margesson         | Conservateur |
| 37e                                            | 1942-1945 |              | William Brown           | Indépendant  |
| 38e                                            | 1945–1950 |              | William Brown           | Indépendant  |
| 39e                                            | 1950–1951 |              | James Johnson           | Conservateur |
| 40e                                            | 1951–1955 |              | James Johnson           | Conservateur |
| 41e                                            | 1955–1959 |              | James Johnson           | Conservateur |
| 42e                                            | 1959–1964 |              | Roy Wise                | Conservateur |
| 43e                                            | 1964–1966 |              | Roy Wise                | Conservateur |
| 44e                                            | 1966–1970 |              | William Price           | Conservateur |
| 45e                                            | 1970–1974 |              | William Price           | Conservateur |
| 46e                                            | 1974–1974 |              | William Price           | Conservateur |
| 47e                                            | 1974–1979 |              | William Price           | Conservateur |
| 48e                                            | 1979–1983 |              | Jim Pawsey              | Conservateur |
| Remplacée par Rugby and Kenilworth et Nuneaton |           |              |                         |              |

Depuis 2010
| Législature                     | Années       | Député | Député      | Parti        |
| ------------------------------- | ------------ | ------ | ----------- | ------------ |
| Recréée de Rugby and Kenilworth |              |        |             |              |
| 55e                             | 2010–2015    |        | Mark Pawsey | Conservateur |
| 56e                             | 2015–2017    |        | Mark Pawsey | Conservateur |
| 57e                             | 2017–2019    |        | Mark Pawsey | Conservateur |
| 58e                             | 2019–Présent |        | Mark Pawsey | Conservateur |

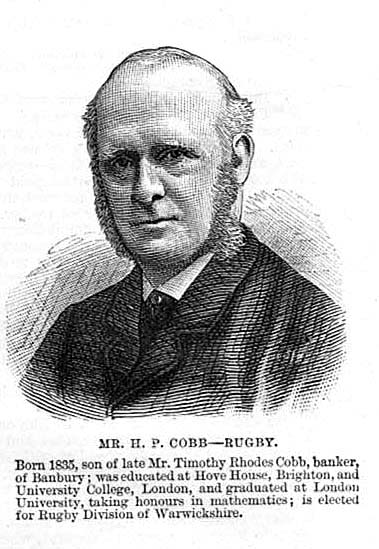
Henry Peyton Cobb (1885-1895)
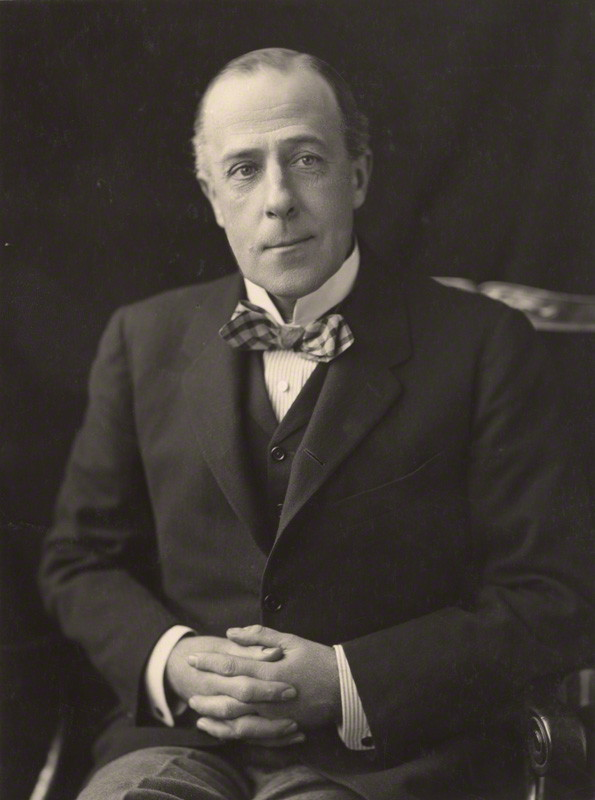
Richard Greville Verney (1895-1900)
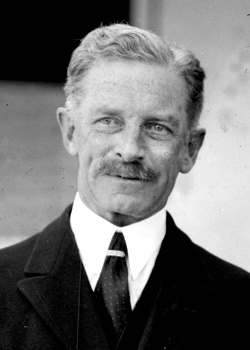
John Lawrence Baird (1910-1922)
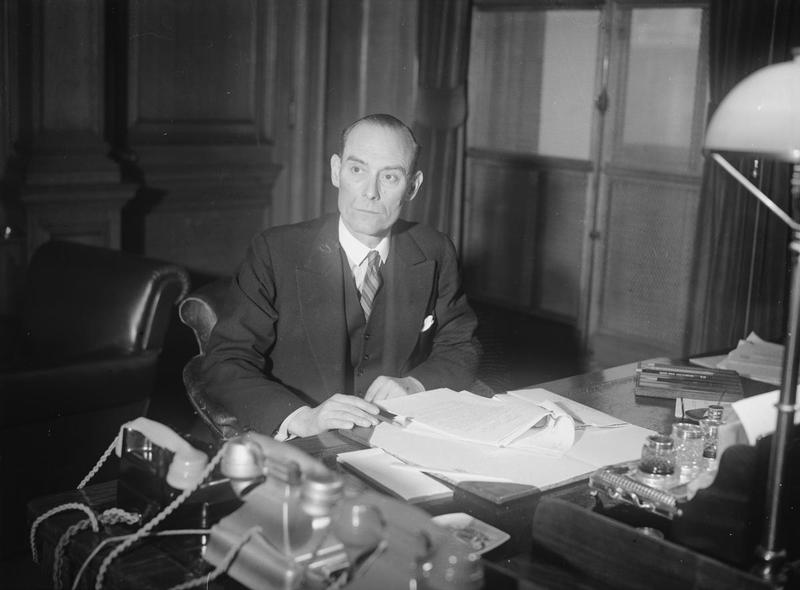
David Margesson (1924-1942)
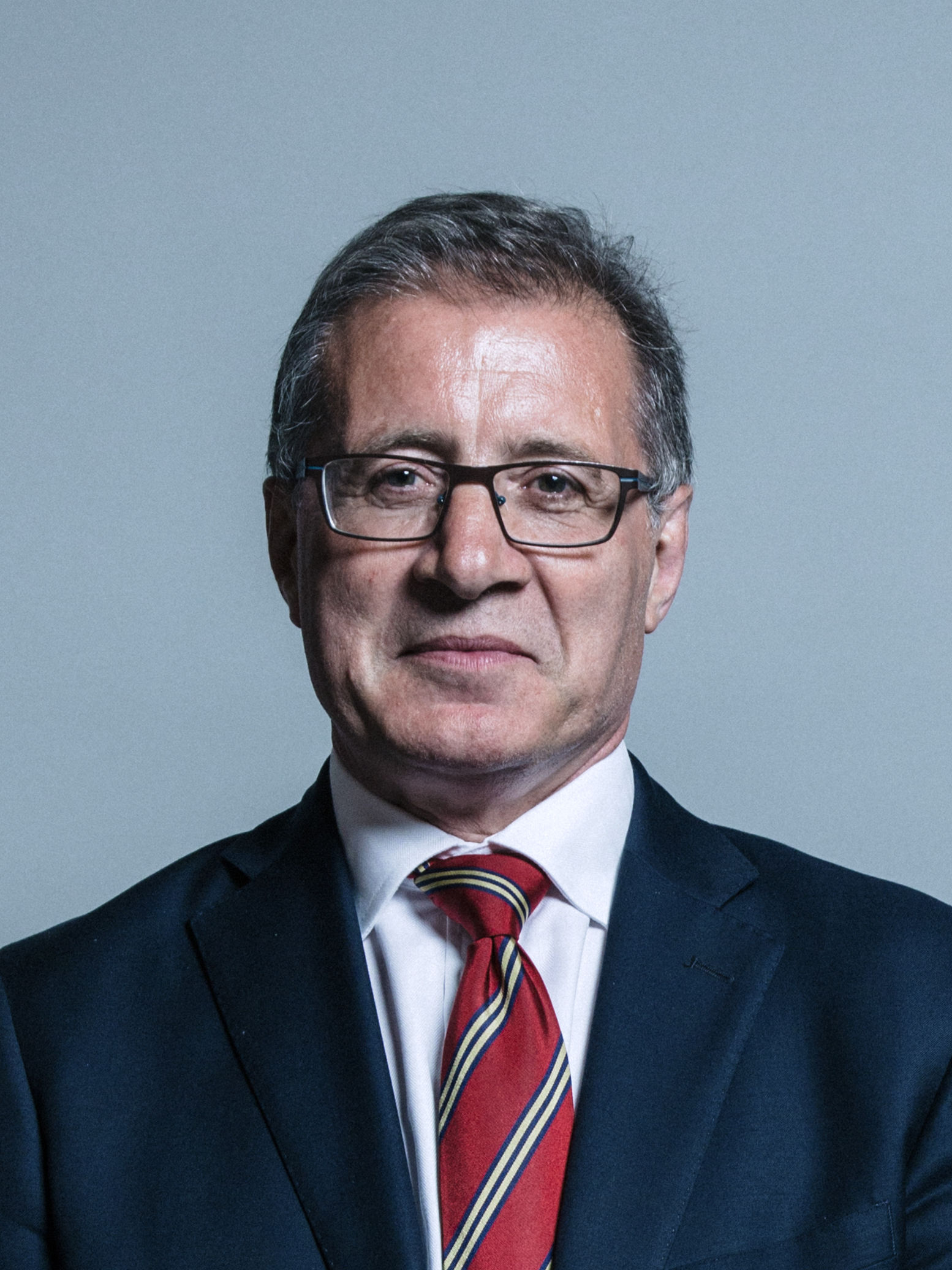
Mark Pawsey (2010-Présent)